# (101491) Grahamcrombie
(101491) Grahamcrombie es un asteroide perteneciente al cinturón de asteroides descubierto por Ian P. Griffin desde el Planetario y observatorio en memoria de los astronautas, en Cocoa (Florida), el 8 de diciembre de 1998.

## Designación y nombre
Grahamcrombie se designó inicialmente como 1998 XA.
Posteriormente, fue nombrado en honor de Graham William Crombie (1963-2019) quien fue un contador público nacido en Nueva Zelanda. Como presidente del Otago Museum Trust Board entre 2011 y 2019, impulsó la construcción del planetario más austral del mundo, que se inauguró en diciembre de 2015.

## Características orbitales
Grahamcrombie orbita a una distancia media de 2,558 ua del Sol, pudiendo alejarse hasta 3,352 ua y acercarse hasta 1,764 ua. Su inclinación orbital es 13,769 grados y la excentricidad 0,310. Emplea 1494,29 días en completar una órbita alrededor del Sol.

## Características físicas
La magnitud absoluta de Grahamcrombie es 16,14.Tiene 3,303 km de diámetro. Su albedo se estima en 0,077.